# Dragon Ball (anime)
Dragon Ball (ドラゴンボール, Doragon Bōru) é uma série de anime japonesa produzida pela Toei Animation. É uma adaptação dos primeiros 194 capítulos do mangá de mesmo nome criado por Akira Toriyama, que foram publicados na Weekly Shōnen Jump de 1984 a 1988. O anime é composto de 153 episódios que foram transmitidos na Fuji TV de 26 de fevereiro de 1986 a 12 de abril de 1989.
Dragon Ball segue as aventuras do protagonista Goku, um forte garoto ingênuo que, ao se encontrar com a adolescente Bulma, se propõe a reunir as sete desejáveis Esferas do Dragão. Depois ele se torna um estudante de artes marciais com o mestre Kame-Sennin, e um ano depois ele e seu amigo Kuririn entram em um torneio que atrai os lutadores mais poderosos do mundo. Ele então parte sozinho em uma nova busca pelas Esferas do Dragão e acaba enfrentando e destruindo o Exército da Red Ribbon sozinho. Três anos depois Goku e Kuririn participam de um outro torneio.Três anos mais tarde, Goku deve lutar contra o filho de Piccolo Daimaoh, Piccolo Junior. Os restantes 325 capítulos do mangá foram adaptados para o anime Dragon Ball Z.

## Enredo
A história de Dragon Ball ("Esfera do Dragão") conta a vida de Son Goku, um jovem garoto com cauda de macaco que vive na Montanha Paozu, baseado no clássico romance chinês Jornada ao Oeste (西遊記). A série narra desde as suas aventuras quando criança até se tornar avô. Durante a sua vida, participa de diversas batalhas com adversários cada vez mais fortes, procurando sempre aumentar a sua força. Nas suas viagens, Goku conhece várias pessoas, criando, muitas vezes, uma amizade muito forte com elas, que o ajudam a vencer os vilões da história, enquanto embarca em uma aventura para achar as esferas do dragão.
As Esferas do Dragão são alguns dos componentes da história. São sete esferas de cristal alaranjado, mágicas, que estão espalhadas pelo planeta e que possuem estrelas no seu interior (de uma a sete). Quando todas são reunidas, se o portador souber as palavras mágicas, são usadas para invocar o dragão Shen Long que realiza um desejo (com alguns limites). Depois do desejo ser concedido, as esferas transformam-se em pedra e espalham-se pelo planeta, ficando impossíveis de serem usadas e detectadas durante um ano. Em tempos passados, demoraria gerações para procurar e juntar as esferas. No entanto, no início da história, uma garota chamada Bulma (filha de um dos maiores gênios da cidade, o dono da Corporação Capsula - fábrica existente no anime) cria o Radar do Dragão para detectá-las, facilitando o processo de busca das esferas. No decorrer da série, as "Dragon Balls" deixam de ser o tema principal para serem apenas um elemento secundário.

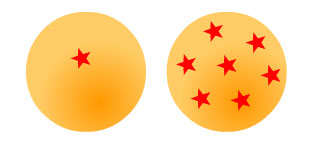
Esferas do Dragão

O início da viagem fantástica de Goku se dá com o aparecimento da jovem Bulma, que está atrás das esferas. Goku mora nas montanhas sozinho, desde que o seu avô Son Gohan morreu. O objeto que ele guarda como uma lembrança do seu avô é uma das Esferas do Dragão (a esfera de 4 estrelas, que ao decorrer da história se torna a principal para ele, por ser a única lembrança restante do avô). Eles se conhecem nas montanhas, após, sem querer, ela lhe atropelar. Ela vê a esfera dele e lhe conta sobre os poderes das Esferas, pede-lhe que ele lhe entregue sua esfera, e conta que descobriu num pergaminho a história de que ao reunir as sete esferas mágicas é possível invocar um dragão chamado Shen Long e que este pode realizar qualquer desejo que lhe peçam. No entanto, Goku não quis entregar a esfera porque era uma lembrança muito forte do seu avô, e assim decide ir com Bulma atrás das Esferas do Dragão.
No caminho, Goku conhece muitas pessoas como Oolong (um porco que aprendeu a técnica de trocar a sua forma), Yamcha (um ladrão do deserto que depois se torna bom e um dos melhores amigos de Goku), Pual (um gato voador com a mesma técnica que Oolong. Estudaram na mesma escola de transformações, ele vive com Yamcha), Mestre Kame (um velho mestre de artes marciais, conhecido como o homem mais forte do mundo, e por ser muito promíscuo), Kuririn (um jovem monge que procura os ensinamentos do Mestre Kame e acaba treinando junto a Goku) e Lunch (uma jovem que possui dupla personalidade, que se manifesta ao espirrar, seu cabelo muda de cor e sua personalidade varia entre violenta e bondosa). Além disso conhece Chi-Chi, sua futura esposa (filha do Rei Cutelo, que foi aluno de Mestre Kame e amigo do avô de Goku).
O protagonista enfrenta muitos perigos e inimigos, como Pilaf (vilão que queria dominar o mundo e aumentar seu tamanho com as esferas do dragão e acaba enfrentando Goku), o Exército das forças Red Ribbon (que também queria as esferas, para um motivo pessoal de seu chefe. Goku destrói sozinho todo o exército) e o Rei Demônio Piccolo Daimaoh (um namekuseijin que quer dominar a capital do Sudoeste). Após a batalha contra Piccolo, Goku treina com Kami Sama por alguns anos, para novamente se reunir com seus amigos durante o Torneio de Artes Marciais, onde ele luta contra o filho-reencarnação de Piccolo e, posteriormente, vai embora com Chi-Chi para manter sua promessa de se casar com ela.

## Artes Marciais + Ki
Característico dos mangás Shounen, Dragon Ball conta com muitos elementos de luta. Inicialmente, os personagens utilizam, durante as lutas, apenas as técnicas de artes marciais. Neste estilo de luta, encontram-se lutadores rápidos, fortes, muito superiores às pessoas normais em todos os aspectos, porém dentro de um limite tolerável. Até que se descobre como utilizar o Ki (energia interna que flui no interior dos seres vivos), sabendo como utilizá-la, consegue-se concentra-lá em qualquer parte do corpo, possibilitando o uso de técnicas como o Kamehame-ha (desenvolvida por Mestre Kame).
Durante a história, vão aparecendo novos mestres com novas técnicas, e cada vez mais essas técnicas vão se tornando comuns entre os personagens. Aparecem poderes variados, normalmente um para cada personagem, sendo que alguns sabem em média duas ou três técnicas. Sabendo sentir o Ki, uma pessoa pode detectar a presença do seu oponente, e também o seu nível de energia. Alguns personagens desenvolvem técnicas sofisticadas, que podem destruir o oponente em poucos segundos. Todos os personagens no início da saga Dragon Ball Z aprendem a técnica do bukujutsu, no qual se usa o ki para poder voar. Essa técnica foi inicialmente apresentada por Chaos e Ten Shin Han durante o 22° Torneio de Artes Marciais (torneio de artes maciais) na fase Dragon Ball. Além do mais, é possível controlar o seu Ki. Ou seja, pode-se diminuir suficiente para ninguém te achar, ou aumentar suficiente para assustar o oponente.

## Produção
Toriyama teve uma participação na produção do animê: inclusive, chegou a ouvir as fitas com vozes de dubladores em teste de elenco antes de escolher Masako Nozawa para dublar Goku. Ele chegaria a afirmar que ouviria a voz de Nozawa em sua cabeça enquanto escrevia o mangá. Toriyama indicaria Mayumi Tanaka para ser dubladora de Kuririn após seu trabalho como o protagonista Giovanni em Night on the Galactic Railroad. Tōru Furuya relembrou que não houve muitos testes para os personagens pois o elenco era composto por dubladores veteranos. Toshio Furukawa, dublador de Piccolo, disse que era difícil dublar constantemente com uma voz baixa, porque sua voz normal mais leve iria romper se ele quebrassea concentração.
Shunsuke Kikuchi compôs a trilha sonora de Dragon Ball. A música-tema de abertura para todos os episódios é "Makafushigi Adventure!" (魔訶不思議アドベンチャー！, Makafushigi Adobenchā !, lit. "Aventura Mística!"), cantada por Hiroki Takahashi. O tema final é "Romantic Ageru yo" (ロマンティックあげるよ, Romantikku Ageru yo, lit. Vou te dar romance), cantada por Ushio Hashimoto.
Sentindo que a audiência do anime Dragon Ball estavam gradualmente diminuindo porque tinha o mesmo produtor que trabalhou no Dr. Slump, que tinha essa imagem "fofa e engraçada" conectada ao trabalho de Toriyama e estava faltando o tom mais sério, Torishima pediu que o estúdio mudasse o produtor. Impressionados com seu trabalho em Saint Seiya, ele pediu ao seu diretor Kōzō Morishita e escritor Takao Koyama para ajudar a "reiniciar" Dragon Ball; que coincidiu com o começo de Dragon Ball Z.

## Anime
O anime Dragon Ball é baseado nos 16 primeiros volumes do mangá criado por Akira Toriyama em 1984, e é a primeira parte dos animes da série Dragon Ball, sendo seguido por Dragon Ball Z e depois por Dragon Ball GT. A saga denominada como "GT" só surgiu na versão para anime (saga filler), pois no mangá original (oriental) toda a saga foi chamada de Dragon Ball, enquanto no mangá ocidental, o que seria "Dragon Ball - Volume 17" na versão original, ficou "Dragon Ball Z - Volume 1", devido ao fato de a série em anime ter recebido tal título ao chegar naquela etapa do mangá.
Dragon Ball segue as aventuras de Son Goku desde criança até o seu casamento. Esta primeira parte é mais cômica, simples, com grande enfoque no Torneio de Artes Marciais (Tenkaichi Budokai).

### Versão em inglês
Harmony Gold USA licenciou a série nos Estados Unidos no final da década de 1980. Na dublagem da série, Harmony Gold renomeou quase todos os personagens, incluindo o protagonista Goku, que foi renomeado "Zero". Esta versão consiste em 5 episódios e um filme (um versão de 80 minutos contendo o primeiro e o terceiro filme) foram cancelados pouco depois de serem testados comercializados em várias cidades e nunca foram transmitidos para o grande público, ganhando assim o termo "The Lost Dub".
Em 1995, a Funimation adquiriu a licença para a distribuição da Dragon Ball nos Estados Unidos. Eles contrataram Josanne B. Lovick Productions e dubladores da Ocean Productions para criar uma versão em inglês para o anime e primeiro filme em Vancouver, Canadá. Os episódios dublados foram editados e continham música diferente. Treze episódios foram exibidos em sindicação durante o outono de 1995, antes de a Funimation cancelar o projeto devido a baixas classificações.
Em março de 2001, a Funimation anunciou o retorno da Dragon Ball à televisão americana, com uma nova versão em inglês produzida em casa com um pouco menos de edição para transmissão (embora os episódios permaneçam sem cortes para lançamentos em home video), deixando a trilha sonora original foi mantida. Os episódios re-dublados foram exibidos no Cartoon Network de 20 de agosto de 2001 1 de dezembro de 2003. Funimation também transmitiu a série na Colours TV e seu próprio canal Funimation a partir de 2006. Esta dublagem inglês também foi transmitido na Austrália e na Nova Zelândia. No Canadá e na Europa, uma versão alternativa dublada foi produzida pela AB Groupe (em associação com o Blue Water Studios) e foi transmitida nesses territórios em vez da versão Funimation.

### No Brasil

#### Dragon Ball
No Brasil, tal como em Portugal, a série, estreou em 19 de agosto de 1996, sendo exibido pelo SBT no Bom Dia & Cia, apresentado pela Eliana. Nessa época, era série era licenciada pela Alien International.
Dragon Ball sofreu diversas alterações de horário, passando a ser exibido somente aos sábados, retornando aos dias de semana a partir de 1999. Foram exibidos apenas 60 episódios da série original dublados pelo extinto estúdio Gota Mágica, sob supervisão de Gilberto Baroli. Em 2002, a Rede Globo, que já exibia Dragon Ball Z desde 2001, comprou e exibiu os 153 episódios de Dragon Ball com uma redublagem feita pela Álamo, finalizando por vez os episódios que faltavam ser exibidos em solo brasileiro. Em 2021, foi anunciado que a série estaria disponível em setembro do mesmo ano no serviço de streaming Globoplay, contudo, a data foi alterada para junho de 2022. No mesmo ano, a série foi disponibilizada no serviço Crunchyroll, a princípio com idioma em inglês e depois em português em agosto, o serviço também foi disponibilizada no Claro Vídeo.

#### Dragon Ball Z
Em 1 de junho de 1999, com a série clássica de Dragon Ball "esquecida" pelo público e sem previsão de dublagem dos episódios 61 em diante, Dragon Ball Z estreava no Cartoon Network. Na Rede Bandeirantes, Dragon Ball Z estreou em 25 de outubro do mesmo ano. Na Band, inicialmente, Dragon Ball Z era transmitido de forma solta, sem ser alocado a algum programa ou bloco. Somente em 14 de agosto de 2000 que a série integrava ao Band Kids, sendo a atração de maior audiência do show infantil. Nesse período, a franquia estava sendo representada pela empresa Imagem & Action - Dá Licença.
Em 2002, o Cartoon Network começou a exibir Dragon Ball GT terminando em 2003. Entre 2003 e 2004, A revista Heróis da TV, da Editora Abril, trazia como brinde um VHS com um filme da série, durante as quinze primeiras edições, eram de filmes de Dragon Ball Z e nas edições 16 e 17 foram lançados os dois primeiros filmes de Dragon Ball, os três primeiros filmes haviam sido exibidos pela operadora de TV por assinatura Sky com dublagem realizada pelo estúdio BKS com as vozes de Márcia Gomes (Goku), Fábio Lucindo (Kuririn) e Alexandre Marconatto (Tenshinhan). Em 30 de maio de 2006, o Cartoon Network começou a exibir a série "Dragon Ball" no bloco Toonami, de terça e Quinta e sexta, 6 meia-tarde, com cortes.
Em 2010, a Playarte lança uma coleção de DVDs de Dragon Ball. Cada DVD contém três episódios sem cortes. Em Janeiro de 2011, o Cartoon Network renovou o contrato de exibição das séries de Dragon Ball no Brasil. Em Abril de 2011, o Cartoon Network exibe o anime Dragon Ball Kai, versão editada de Dragon Ball Z, ou seja mais fiel aos mangás e sem os tradicionais fillers. O canal chegou a exibir uma maratona de episódios da série, porém, em Maio do mesmo ano resolveu exibir a série original Dragon Ball Z na mesma parte equivalente a exibida de Dragon Ball Kai.
Em Setembro de 2009, o site Henshin! chegou a noticiar que a Rede Globo também exibiria o anime ainda em 2011, o que não ocorreu. Em Novembro de 2011, o mesmo site noticiou que a Rede Globo possui apenas os direitos de exibição de Dragon Ball Z, já Dragon Ball Kai e Dragon Ball GT foram adquiridos pela Rede Bandeirantes e que esta planejava exibir as séries em janeiro de 2012.
Atualmente, a franquia é representada pela Angelotti Licensing & Entertainment, o canal Tooncast chegou a exibir 4 episódios de Dragon Ball por dia de segunda a sexta, dois ao meio-dia e meia e mais dois as 3 da tarde. O canal possui direito de todos os episódios. A série Dragon Ball Z também foi exibida pela Rede Brasil enquanto o Cartoon Network exibiu e atualmente apenas Dragon Ball Super.
Em junho de 2021, o Warner Channel estreou Dragon Ball Kai, em janeiro de 2022, o canal passou a exibir Dragon Ball Super. Em junho de 2022, ao estrear Dragon Ball, o Goboplay anunciou também a exibição de Dragon Ball Kai. No mesmo ano, a série Dragon Ball Z foi disponibilizada no serviço Crunchyroll, a princípio com idioma em inglês.

#### Dragon Ball GT
No Brasil, a série foi exibida pelo Cartoon Network brasileiro antes do americano, que havia decidido reprisar Dragon Ball entre as fases Z e GT. 
Sua estreia foi em 2 de Dezembro de 2002, na também estreia da versão brasileira do bloco Toonami do Cartoon Network. Já a Rede Globo exibiu a série a partir de 12 de Maio de 2003 Entre 2012 e 2013, a série foi exibida pela Rede Bandeirantes.
Em 2022, a série foi disponibilizada no serviço Crunchyroll, a princípio com idioma em inglês.

### Em Portugal
Em Portugal, Dragon Ball, Dragon Ball Z e Dragon Ball GT foram transmitidos entre 1995 e 1999 pela SIC. A série foi depois repetida na SIC Gold (mais tarde SIC Sempre Gold), depois na SIC Radical, onde continuou a ser um sucesso e mais tarde na SIC K. A série em Portugal foi dublada pelos estúdios NOVAGA, tendo contado no elenco com: António Semedo, Cristina Cavalinhos, João Loy, Henrique Feist, Ricardo Spínola, entre outros. A dobragem foi baseada na versão francesa.
Em 2014, foi registrado uma página oficial por parte dos dubladores de Portugal. A página consiste em juntar todos os fãs portugueses e a partilhar com ele todas as notícias do mundo de Dragon Ball, Z e GT.

## Filmes
Desde a criação do animê Dragon Ball em 1986, Toei Animation produziu vários filmes baseados na franquia. O primeiro foi A Lenda de Shenlong in 1986, seguido por A Bela Adormecida do Castelo Amaldiçoado em 1987, e Uma Aventura Mística em 1988. Em 1996, Em Busca do Poder foi produzido para comemorar os 10 anos do anime.

## Jogos devideogame
A franquia Dragon Ball possui múltiplos jogos de videogame em vários gêneros e plataformas. No total, mais de 15 milhões de jogos de videogame da franquia Dragon Ball foram vendidos nos Estados Unidos e mais de 40 milhões foram vendidos mundialmente. Os primeiros jogos da série incluíram um sistema de batalha de cards e foram lançados para Nintendo Entertainment System seguindo o roteiro da série. Com a vinda do Super Nintendo Entertainment System, do Mega Drive/Genesis, do Sega Saturn e do PlayStation, a maioria dos jogos foi do gênero de luta ou RPG (Role-playing game).
Desde 1986, muitos jogos de videogame baseados na franquia foram lançados no Japão, com a maioria sendo produzida pela Bandai. A maioria dos jogos da era 16-bit e era 32-bit também foram lançados em países europeus como França, Espanha e Portugal devido à alta popularidade que a série já tinha nestes países.
Em 2000, foi divulgado que a Infogrames (agora conhecida como Atari) havia adquirido a licença para produzir e lançar jogos de Dragon Ball para o mercado norte-americano e internacional. Em janeiro de 2004, Atari pagou 10 milhões de dólares para ter os direitos exclusivos nos Estados Unidos até janeiro de 2010. Dragon Ball foi a franquia licenciada pela Atari mais lucrativa, gerando 85 milhões de dólares em 2005 e representando mais de 49% de sua receita anual em 2008. Todavia, com a expiração do acordo da Atari em 2009, a Namco Bandai Games assumiu os direitos de distribuição no mercado norte-americano e europeu.

## Músicas
Abertura:
- Makafushigi Adobenchā! (摩訶不思議 アドベンチャー！) ("Aventura Mística!" e também versão da Gota-Mágica no SBT "Vamos Desvendar as Esferas do Dragão")Letra: Yuriko Mori, Música: Takeshi Ike, Arranjo: Kōhei Tanaka, Performance: Hiroki Takahashi
  - Versões:
    1. Versão 1: episódios 1~101
    2. Versão 2: episódios 102~132
    3. Versão 3: episódios 133~153
- We Gotta Power (conhecido como Em busca das Dragon Balls)
  - Versão para filme

Encerramento:
- Romatikku Ageru Yo; (ロマンティックあげるよ) ("Eu Te Darei Romance")
  - Letra: Takemi Yoshida, Música: Takeshi Ike, Arranjo: Kōhei Tanaka, Performance: José airton
  - Versões:
    1. Versão 1: episódios 1~21
    2. Versão 2: episódios 22~103
    3. Versão 3: episódios 104~132
    4. Versão 4: episódios 133~153
- Boku-tachi wa Tenshi Datta
  - Versão para filme

## Recepção
Dragon Ball é uma das séries de animê e mangá mais populares de todos os tempos, desfrutando de uma enorme popularidade até os dias atuais. Em 2000, mais de 126 milhões de cópias dos seus volumes tankōbon foram vendidas somente no Japão. Em 2012, chegou a ultrapassar os 156 milhões no Japão e os 230 milhões mundialmente, tornando-se um dos mangás mais vendidos de todos os tempos. No décimo aniversário do Japan Media Arts Festival, realizado em 2006, fãs japoneses escolheram Dragon Ball como o terceiro melhor mangá de todos os tempos.
O primeiro anime da franquia, Dragon Ball, teve uma audiência média no Japão de 21,2%. A franquia já vendeu mais de 25 milhões de DVDs e Blu-rays somente nos Estados Unidos, tornando-se a franquia de anime mais vendida de todos os tempos. Em 2005, TV Asahi conduziu duas pesquisas para saber a opinião dos japoneses sobre os 100 melhores animes, Dragon Ball ficou em segundo na pesquisa com diversas faixas etárias e em terceiro na pesquisa online. Em diversas ocasiões, o anime ficou entre os DVDs mais vendidos no Japão.

## Legado e aclamação crítica
A série é considerada uma das mais importantes e influentes de todos os tempos. O crítico de mangá Jason Thompson afirmou em 2011 que "Dragon Ball é por muito o mangá shonen mais influente dos últimos 30 anos, e hoje, quase todo artista da Shonen Jump o lista como uma de suas obras favoritas e pega carona nas ideias utilizadas na obra de muitas maneiras". Ele diz que a série "passa de um mangá de aventura/gag para um mangá quase completamente voltado a lutas", e sua fórmula básica de "muitas artes marciais, muitas sequências de treinamento, algumas piadas" se tornou o modelo para outras séries shonen, como Naruto. Thompson também classificou a arte de Toriyama como influente e a citou como um motivo para a popularidade da série.
Joseph Luster, da Otaku USA, afirmou que Dragon Ball é "uma das mais memoráveis séries animadas de ação/comédia de todos os tempos". Ele mencionou a comédia como um componente chave para a atração. Todd Douglass, do DVD Talk, referiu-se à série como "um clássico entre clássicos [que] permanece como uma atração definidora de todo um gênero." e escreveu que "É icônica de tantas maneiras e deveria ser assistida por todo otaku para poder apreciar o gênio de Akira Toriyama". Ele teve fortes elogios para os "profundos, perspicazes e bem desenvolvidos" personagens, escrevendo "Poucas atrações têm um elenco como o de Dragon Ball, e esta é uma evidência do gênio criativo de Toriyama".